# Ива Пржевальского
И́ва Пржевальского (лат. Salix przewalskii) — вид цветковых растений из рода Ива (Salix) семейства Ивовые (Salicaceae).

## Распространение и экология
В природе ареал вида охватывает Тянь-Шань. Эндемик.
Произрастает по берегам рек.

## Ботаническое описание
Молодые побеги беловато-шелковистые; взрослые — голые, тёмно-каштановые или зеленовато-бурые.
Прилистники скоро опадающие, ланцетные или линейно-ланцетные, прямые или слабо-серповидные. Листья продолговато-ланцетные или линейно-ланцетные, длиной 6—13 см, шириной 0,7—1 см, к основанию и верхушке суженные, с коротким шиловидным остриём, по краю часто параллельные на значительном расстоянии, мелко пильчатые, к основанию цельные, сверху сизовато-зелёные, снизу более бледные, на тонких, голых или шелковистых черешках длиной 4—6 мм.
Серёжки одиночные, малочисленные, тонкие, редкоцветковые, длиной с ножкой около 4 см. Прицветные чешуи языковидные, острые или притуплённые и выемчатые, буроватые, с более тёмной верхушкой или светло-бурые. Тычинки в числе двух, сросшиеся; нектарник одиночный, задний, простой или лопастный, иногда — в числе двух, передний и задний. Завязь яйцевидно-коническая, редковолосистая; столбик заметный, длиной около 0,5 мм, тонкий.
Плод — коробочка длиной до 3—5 мм.
Цветение в мае, одновременно с распусканием листьев.

## Таксономия
Вид Ива Пржевальского входит в род Ива (Salix) семейства Ивовые (Salicaceae) порядка Мальпигиецветные (Malpighiales).
|  |                                      |  |                                                             |                                                             |                  |  | ещё 36 семейств (согласно Системе APG II) | ещё 36 семейств (согласно Системе APG II) |                       |  |  |  | ещё более 500 видов |
|  |                                      |  |                                                             |                                                             |                  |  | ещё 36 семейств (согласно Системе APG II) | ещё 36 семейств (согласно Системе APG II) |                       |  |  |  | ещё более 500 видов |
|  |                                      |  |                                                             | порядок Мальпигиецветные                                    |                  |  |                                           |                                           | род Ива               |  |  |  |                     |
|  |                                      |  |                                                             | порядок Мальпигиецветные                                    |                  |  |                                           |                                           | род Ива               |  |  |  |                     |
|  | отдел Цветковые, или Покрытосеменные |  |                                                             |                                                             | семейство Ивовые |  |                                           |                                           | вид Ива Пржевальского |  |  |  |                     |
|  | отдел Цветковые, или Покрытосеменные |  |                                                             |                                                             | семейство Ивовые |  |                                           |                                           |                       |  |  |  |                     |
|  |                                      |  | ещё 44 порядка цветковых растений (согласно Системе APG II) | ещё 44 порядка цветковых растений (согласно Системе APG II) |                  |  |                                           | ещё около 57 родов                        | ещё около 57 родов    |  |  |  |                     |
|  |                                      |  |                                                             | ещё 44 порядка цветковых растений (согласно Системе APG II) |                  |  |                                           |                                           | ещё около 57 родов    |  |  |  |                     |